# دی‌برمومتان
دی‌برمومتان (به انگلیسی: Dibromomethane) با فرمول شیمیایی CH۲Br۲ یک ترکیب شیمیایی با شناسه پاب‌کم ۳۰۲۴ است. که جرم مولی آن 173.83 g/mol می‌باشد. 